# Pulli (Rõuge)
Pulli – wieś w Estonii, w prowincji Võru, w gminie Rõuge.